# Kékbegyű amazília
A kékbegyű amazília (Polyerata amabilis) a madarak osztályának sarlósfecske-alakúak (Apodiformes) rendjébe és a kolibrifélék (Trochilidae) családjába tartozó faj.

## Rendszerezése
A fajt John Gould angol ornitológus írta le 1853-ban, a Trochilus nembe Trochilus amabilis néven. Besorolása vitatott, a rendszerezők nagy része az Amazilia nembe sorolja Amazilia amabilis néven.

## Előfordulása
Costa Rica, Nicaragua, Panama, Ecuador és Kolumbia területén honos. Természetes élőhelye szubtrópusi vagy trópusi száraz erdők, síkvidéki és hegyi esőerdők, valamint ültetvények, vidéki kertek és másodlagos erdők. állandó, nem vonuló faj.

## Megjelenése
Testhossza 11 centiméter.

## Természetvédelmi helyzete
Az elterjedési területe nagyon nagy, egyedszáma pedig ismeretlen. A Természetvédelmi Világszövetség Vörös listáján nem fenyegetett fajként szerepel.